# Macario Pérez Cázares
Macario Pérez (Bustamante, Nuevo León, 10 de marzo de 1882 – Monterrey, Nuevo León, 27 de enero de 1939) fue un maestro, pedagogo y precursor de la didáctica que propició los sistemas de educación secundaria modernos en el estado de Nuevo León.

## Biografía
Macario Pérez Cázares nació el 10 de marzo de 1882, en Bustamante, Nuevo León. Sus padres fueron Margarito Pérez, un agricultor de la región del Cañón (ubicado en Bustamante) y Dámasa Cázares. 
En enero de 1897 entró a la Escuela Normal de Monterrey, el director era el Ingeniero Don Miguel F. Martínez. Disertó en asamblea sobre “La enseñanza de la economía política”. Luego de haber estudiado cuatro cursos lectivos, se graduó el 7 de junio de 1900. Los maestros que estuvieron en el Jurado y coordinaron el examen profesional fueron: Miguel F. Martínez como el presidente, y los sinodales fueron Serafín Peña, Eutimio Calzado y Pablo Livas.
Al concluir sus estudios, fue asignado a la Escuela de Bustamante en 1900, en la cual fue mentor de alumnos de segundo año de primaria. Su método de enseñanza consistía en tener fe en el alumno y guiarlo con mano firme e impulso definido.
En 1902, después de ejercer su trabajo de profesor por dos años en su pueblo natal, regresó a la ciudad de Monterrey, gracias a la invitación del profesor Jesús Rojas, quien le propuso el puesto de maestro titular del quinto año de primaria en el colegio Porfirio Díaz, en el cual inició en el mes de septiembre.

### Aportes a la educación de Nuevo León
En julio de 1903, a Macario se le ofreció la plaza de maestro en Monclova. De 1905 hasta mediados de 1906, Macario fue director del Colegio Pedro Noriega ubicado en Linares, Nuevo León; llegó a la escuela con ideas innovadoras para la educación, así como, adelantado a su tiempo, idealizó el derecho natural del hombre, fomentó el desarrollo moral y la responsabilidad, e igualmente promovió los hábitos de lectura.
Después de su estancia en Linares, Macario regresa a Monterrey en el mes de agosto, ejerciendo su trabajo como profesor de sexto grado de primaria en el Colegio Porfirio Díaz, cuyo director institucional era Jesús Rojas. Además, Macario también fue catedrático de la Escuela Comercial de Monterrey. El 11 de febrero de 1907, el profesor acudió a la corporación “Sociedad Educadora Benito Juárez”, el Sr. presidente de la asamblea, el Dr. Eusebio Guajardo designó a Macario Pérez como director del Colegio Juárez, el cual él mismo había fundado. El profesor contaba con el apoyo del gobernador del Estado el general Bernardo Reyes.
Las ideas de Macario Pérez Cázares estaban adelantadas a su tiempo. Para él, el uso de libros de texto y lecturas de apoyo era indispensable para el desarrollo intelectual; Macario quería instruir a los alumnos para que sean capaces de aprender sin necesidad de depender de los docentes.
La Revolución Mexicana comenzó a afectar a Nuevo León entre 1913 y 1914, por ello se tuvo que cerrar temporalmente el Colegio Juárez en 1914, pero en la mayor parte del curso, la escuela se desenvolvió con normalidad.
Macario tenía un gran afán de crear nuevos proyectos, y así en 1918 fundó el Colegio Justo Sierra, en el cual fue director durante 8 años. En este instituto se reflejaba la educación liberal, la práctica de valores y la disciplina, además contaría con internado. De 1920 a 1921 dirigió la Sec. Nocturna del Círculo Mercantil Mutualista de Monterrey.
Del 3 de diciembre de 1923 al 31 de agosto de 1928 dirigió la Escuela Nocturna de la Cía. Fundidora de Hierro y Acero Monterrey. El profesor Macario fue invitado por el presidente municipal de Monterrey, Manuel Chapa González el 25 de septiembre de 1925, a una junta para proponer al H. Congreso del Estado las reformas que se necesitaban aplicar a los programas escolares.
De septiembre de 1926 a agosto de 1927 fundó en su casa particular un curso de inglés y un primer año de preparatoria, ajustado al mismo plan de estudios que el Colegio Civil. De 1927 a 1928 fue profesor de Gramática y Aritmética en la Escuela Femenil de Labores “Pablo Livas”.
En 1927 fundó el instituto “Pedro Noriega”. Varias veces fue profesor del Colegio Civil del Estado (desempeñando cátedras de Español e Historia general) y de la Escuela Normal de Monterrey (donde dio ciencias sociales y naturales).
En 1929, Macario Pérez dio clases nocturnas es el Círculo Mercantil Mutualista, en la que sus estudiantes eran obreros.<1>
Fue profesor de la Escuela Comercial "Rodrigo Zuriaga” del Campo Militar en 1933. Formó parte del Comité Organizador de la Universidad de Nuevo León, en donde lo designaron Vocal de la Mesa Directiva; en este mismo año fue nombrado por el gobernador de Nuevo León Francisco Cárdenas, como organizador y primer director de la Escuela Secundaria N.º 1 Profesor Andrés Osuna.

### Últimos años
En diciembre de 1938 ya comenzaba a presentar malestares en su salud. A la edad de 56 años, Macario Pérez fallece en la madrugada del 27 de enero de 1939 en la ciudad de Monterrey. Su funeral tuvo lugar en el Panteón de Dolores, donde asistieron con gran pesar su familia, amigos, colegas de trabajo y discípulos. En su lápida se encuentra una inscripción que contiene la siguiente frase: “Fuiste ejemplo y benefactor de multitudes que te veneran. Tu grato recuerdo será bendición para tu Madre, Esposa e Hijos”.

## Legado
En 1955, el Gobierno del Estado decretó aplicar el nombre de “Profesor Macario Pérez Cázares” en la escuela secundaria N.5, honrando la memoria del docente. 
El escultor regiomontano Cuauhtémoc Zamudio esculpió un busto del profesor Macario, incluyendo un texto similar al que se encuentra en su lápida: “Fuiste ejemplo y benefactor de multitudes que te veneran. Tu grato recuerdo ha sido y será guía de generaciones “. Actualmente se encuentra a un lado de la presidencia municipal y frente a la plaza principal, en Bustamante Nuevo León.
A manera de honrar su vida y trabajo, el Dr. José Roberto Mendirichaga publica su obra Macario Pérez Maestro de siempre en 1994. Este libro presenta a fondo la historia de Macario, su forma particular de pensar y actuar.

## Distinciones
- Fundó el Colegio Justo Sierra en 1918
- Fundó el instituto “Pedro Noriega” 1927
- Formó parte del Comité Organizador de la Universidad de Nuevo León